# Mănăstirea dominicană din Bistrița
Mănăstirea dominicană din Bistrița este un monument istoric aflat pe teritoriul municipiului Bistrița. În Repertoriul Arheologic Național, monumentul apare cu codul 32401.14.

## Galerie

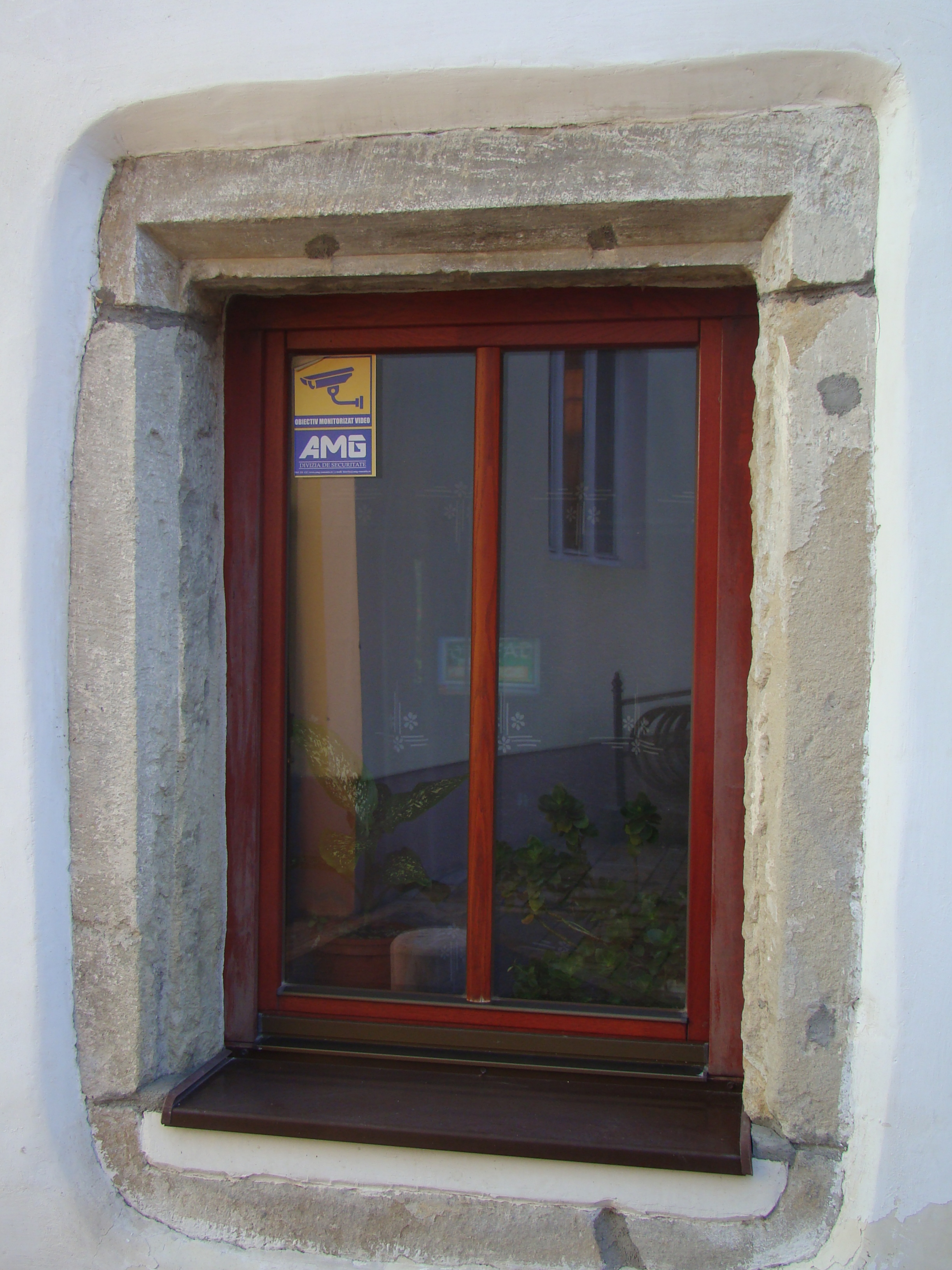
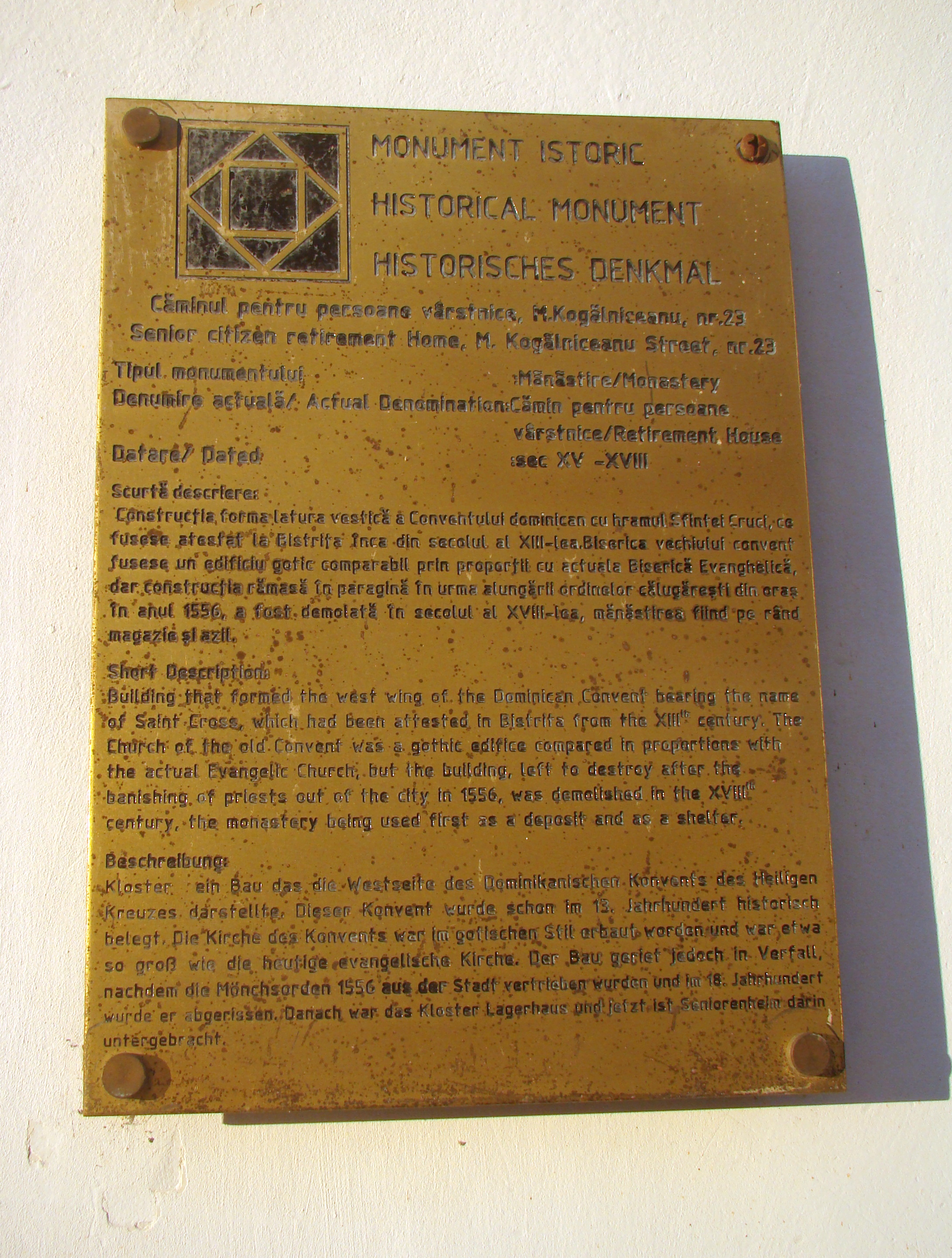
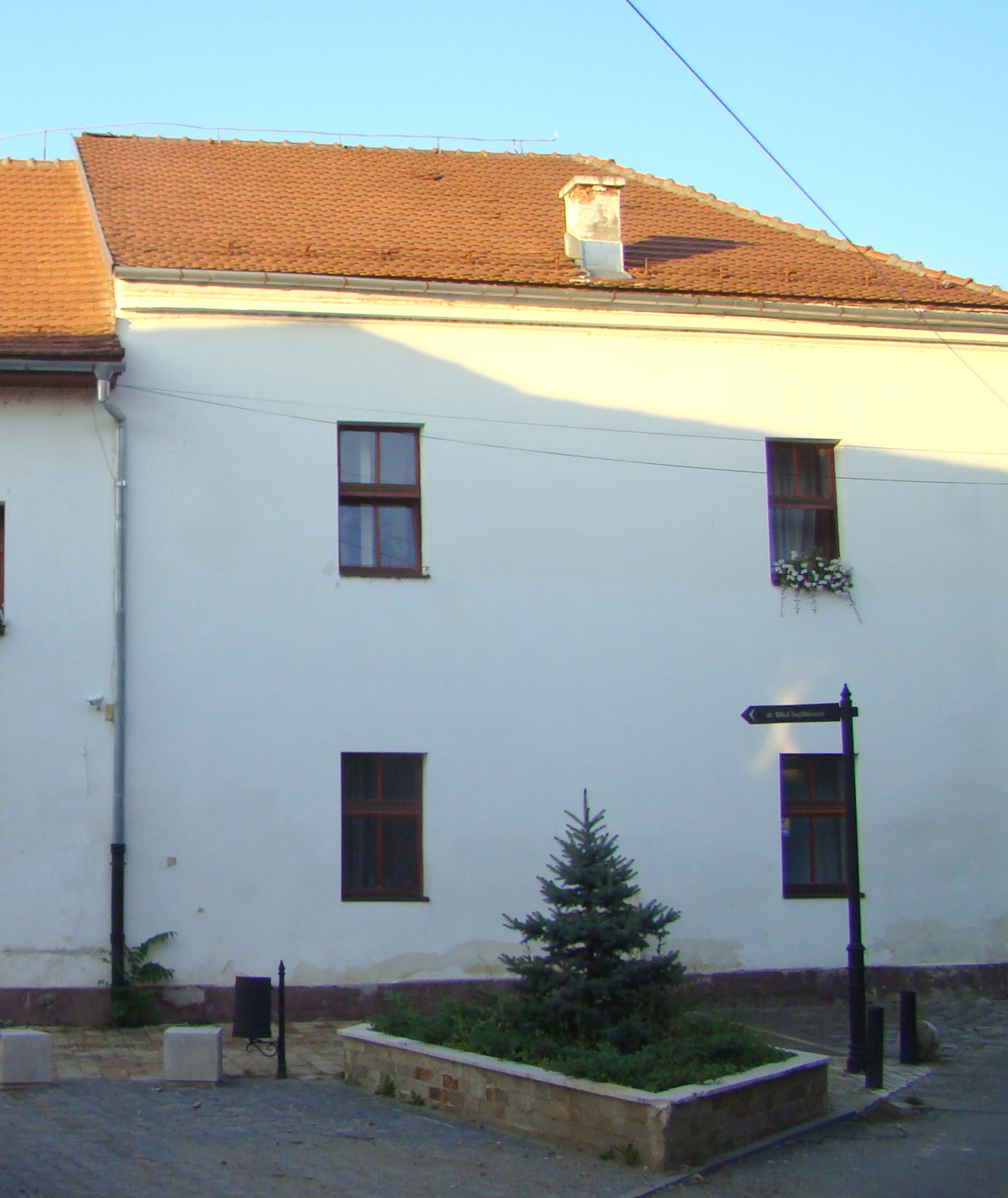
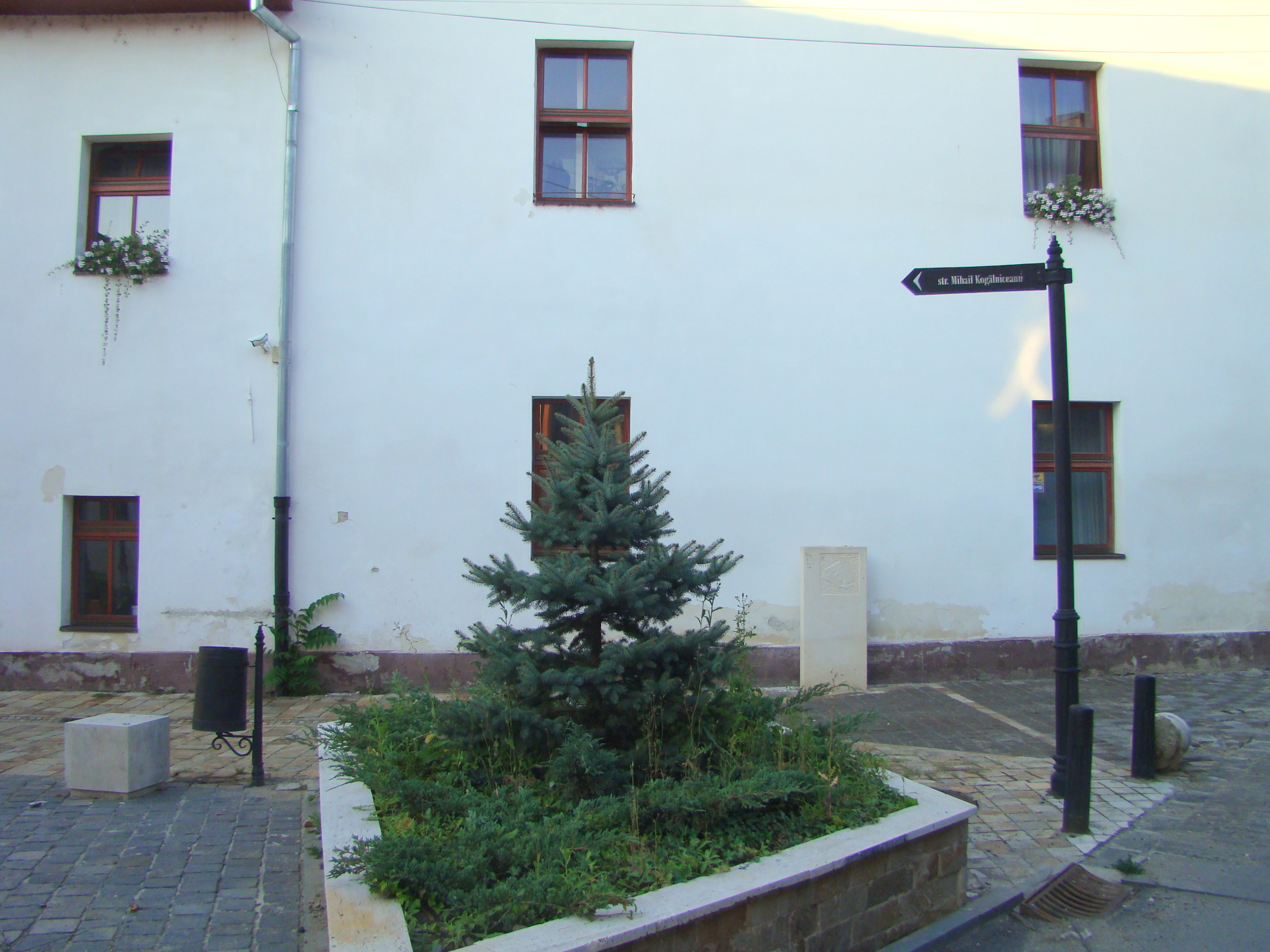
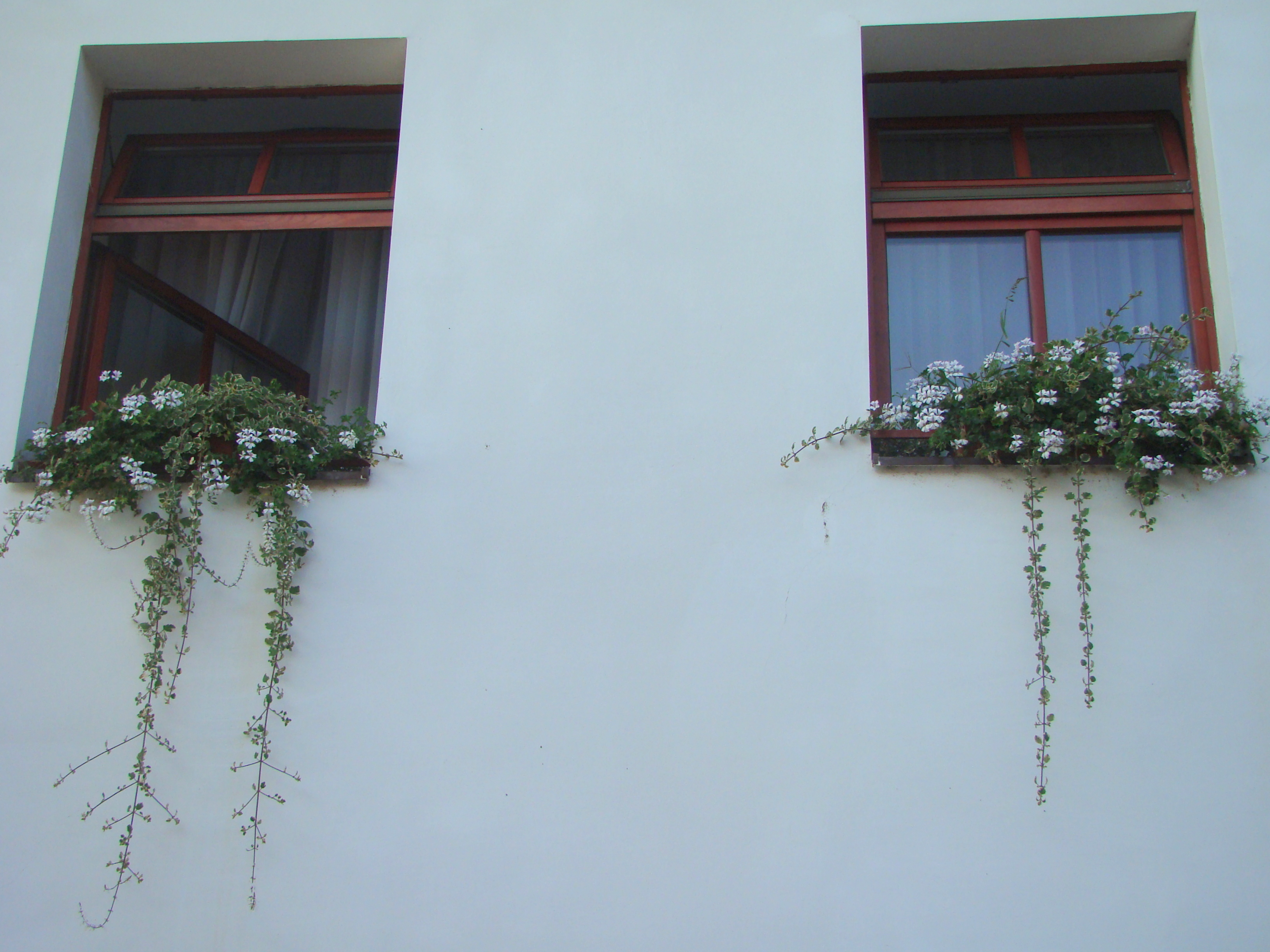
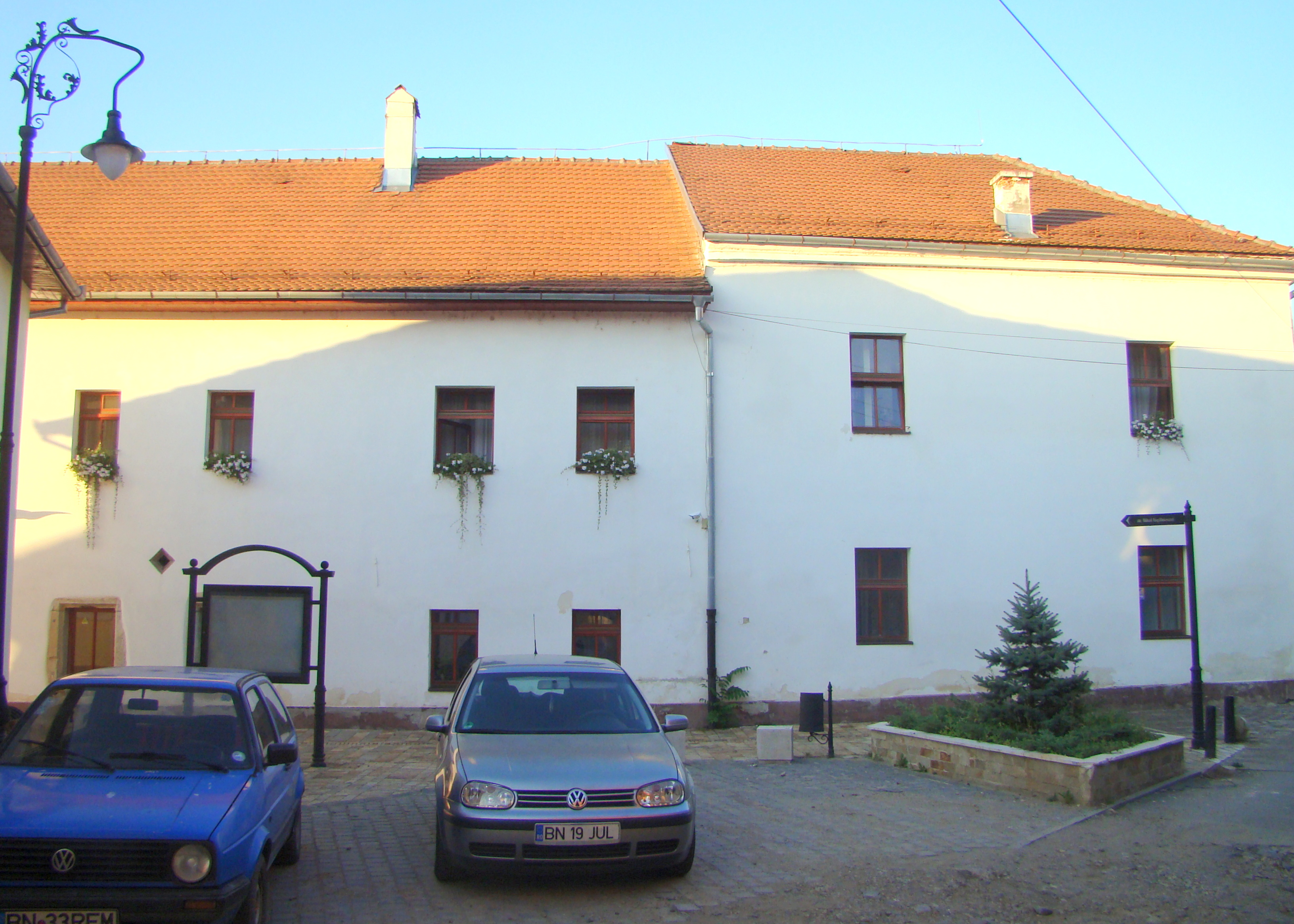
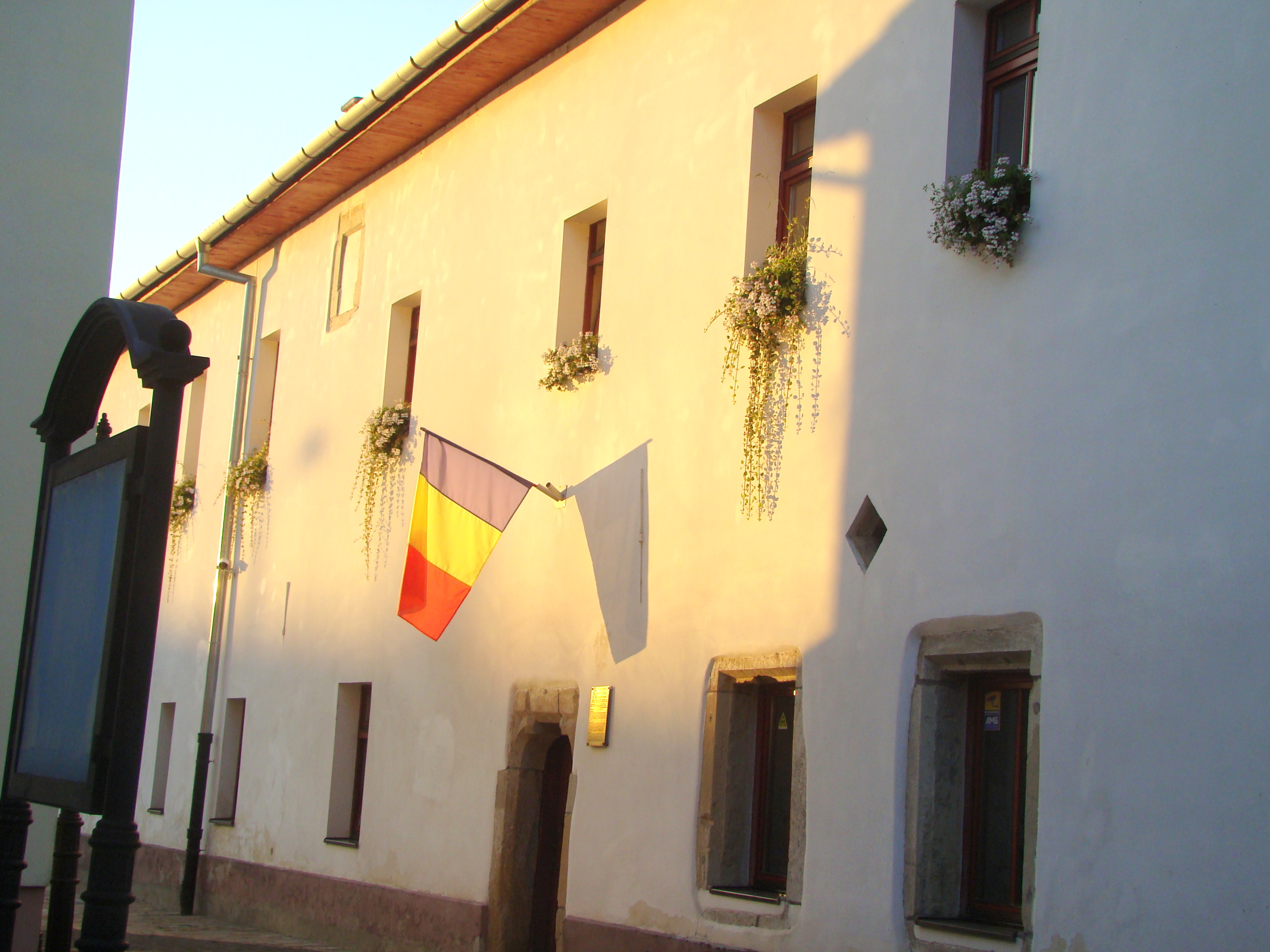